# 池田宜大
池田 宜大（いけだ きおお、1974年6月14日 - ）は、東京都出身の俳優、声優。身長174cm。体重68kg。えりオフィス所属。

## 出演

### 映画
- しゃべれども しゃべれども（2007年） - アナウンサーの声 役
- 北辰斜にさすところ（2007年） - 重松俊明 役
- 奈緒子（2008年） - 実況アナウンサーの声 役
- 252 生存者あり（2008年）
- みんな、はじめはコドモだった「タガタメ」（2008年） - ドライブインの母 役
- クローズZERO II（2009年）
- 彼岸島（2010年）
- 漫才ギャング（2011年）
- キツツキと雨（2012年）
- 図書館戦争（2013年）
- 探偵はBARにいる2 ススキノ大交差点（2013年）

### テレビドラマ
- 女の一代記 向井千秋〜夢を宇宙に追いかけた人〜（2007年）
- 働きマン 第10話「父の思い…私はきっと頑張れる!!」（2007年）
- 鹿男あをによし 第1話「しゃべる鹿の秘密!古都を巡る恋と冒険」（2008年） - (株)開明物産入社式の司会 役
- ホカベン（2008年）
- キイナ〜不可能犯罪捜査官〜 第4話「死を鑑る占い」（2009年）
- 離婚妻探偵2 熟年離婚に秘められた連続殺人の謎! 愛憎渦巻くダンス教室に仕組まれた復讐トリック… 女バツイチ探偵が暴く美人妻の悲しい真実とは（2009年）
- ニュース速報は流れた 第1話（2009年）
- 笑う女優（2010年）
- 地下鉄サリン事件 15年目の闘い〜あの日、霞ヶ関で何が起こったのか〜（2010年）
- 夏の恋は虹色に輝く 第1話「君をみつけた」（2010年）
- 世にも奇妙な物語 20周年スペシャル・秋 〜人気作家競演編〜（2010年） - リポーター 役
- パーフェクト・リポート 第5話「衝撃! 告発直前 目前で死んだ証言者」（2010年）
- さくら心中（2011年）
- ヘブンズ・フラワー The Legend of ARCANA（2011年）
- Dr.伊良部一郎 第2話「義父への殺人衝動を阻止せよ!!」（2011年） - リポーター 役
- 相棒
  - 相棒 Season 11 第3話「ゴールデンボーイ」（2012年） - ニュースの声 役
  - 相棒 Season 12 第3話「原因菌」（2013年） - アナウンサー 役
- 匿名探偵 第4話「探偵と敵が多い女」（2012年）
- レジデント〜5人の研修医 最終話「旅立ちの時私達は医者だ!」（2012年）
- 西村京太郎トラベルミステリー59・終着駅殺人事件 愛と死の寝台特急あけぼの 暗闇に消えた女（2013年）
- 女と男の熱帯 第1話（2013年）
- ダブルス〜二人の刑事 第1話「俺たちに任せろ!! 最強コンビ伝説始動」・第2話「オレオレ詐欺」（2013年）
- 血の轍 第1話（2014年）
- 遺留捜査
- 外交官・黒田康作
- 警視庁捜査一課9係
- ごくせん
- クロステイル 〜探偵教室〜 第6話（2022年5月14日、東海テレビ・フジテレビ） - 吉本 役
- パンドラの果実〜科学犯罪捜査ファイル〜 Season1 第8話（2022年6月11日、日本テレビ） - レポーター 役
- 新宿野戦病院 第10話（2024年9月4日、フジテレビ） - ニュースキャスター 役

### 舞台
- ジプシー
- 戦場のボレロ

### VP
- コカ・コーラ
- 大鵬薬品工業

### 吹き替え
- ジーザス
- 白いカラス（2004年）

### ナレーション
- エリートヤンキー三郎（2007年）
- 世界最高峰の時計